# غرام بدوية (فلم)
غرام بدوية هو فيلم مصري تم إنتاجه عام 1946، تأليف فؤاد الجزايرلي وزكي إبراهيم، وإخراج فؤاد الجزايرلي و بطولة مديحة يسري ومحمد أمين.

## فريق العمل
إخراج: فؤاد الجزايرلي
تأليف:
- فؤاد الجزايرلي
- زكي إبراهيم

إنتاج: أفلام محمد أمين
بطولة:
- مديحة يسري
- محمد أمين
- بشارة واكيم
- عماد حمدي
- إسماعيل ياسين
- سعاد مكاوي
- عبد الوارث عسر

## أغاني الفيلم
الحان: محمد أمين
كلمات:
- عبد الغني سلامة
- حسين السيد
- أحمد رامي
- أبو بثينة

## روابط خارجية
- مقالات تستعمل روابط فنية بلا صلة مع ويكي بيانات